# Septoria tormentillae
Septoria tormentillae är en svampart som beskrevs av Roberge ex Desm. 1847. Septoria tormentillae ingår i släktet Septoria och familjen Mycosphaerellaceae.   Inga underarter finns listade i Catalogue of Life.